# Animax Spanyolország
Az Animax Spanyolország (spanyolul: Animax España, angolul: Animax Spain), a Sony Pictures Entertainment (Sony Corporation) Animax nemzetközi animecsatorna-hálózatának spanyol változata. A csatorna működését műsorblokként kezdte meg 2007 októberében, a spanyolországi és portugál AXN csatornán, majd 2008. április 12-én önálló csatornává vált.
A Sony 2013 december 4-én bejelentette, hogy a csatorna a hó végén megszünteti az adást. Az ezt követő hetekben a csatorna műsorai más csatornákra költöztek, az utolsó héten már csak két sorozat, a KochiKame és a Jakitate!! Japan epizódjait sugározta. 2013. december 31-én a Jakitate!! Japan műsor sugárzása után egy búcsúüzenetet adott ki a csatorna, majd az adás megszűnt.  A csatorna utolsó hetében csak a KochiKame és a Yakitate!! ismétlődő ismétléseit sugározta. Japán. A csatorna 2014. január 1-jén 19:59-kor leállt; a Yakitate!!! Japán” volt az utolsó műsor, amelyet sugároztak.

## Műsorok

### Animesorozatok
- Air Gear
- Black Lagoon
- Blood+
- Conan, a detektív
- Chobits
- Corrector Yui
- D.Gray-man
- Death Note – A halállista
  - Death Note – Egy új világ istene (különkiadás)
- Devil May Cry – Démonvadászok
- Ergo Proxy
- Excel Saga
- F
- .hack//Sign
  - .hack//Intermezzo (OVA)
  - .hack//Unison (OVA)
- Hellsing
- Hunter × Hunter
- Initial D
- InuYasha
- Jakitate!! Japan
- Kinnikuman
- KochiKame
- Le Chevalier D’Eon
- Love Hina
- Lupin III (1971)
- Lupin III (1977)
- Nana
- Naruto
- Naruto sippúden
- Neon Genesis Evangelion
- Méz és lóhere
- Monte Cristo grófja
- Outlaw Star
- Peach Girl
- Saint Seiya
- Saint Seiya: The Lost Canvas
- Samurai Champloo
- Sin Mazinger sógeki! Z hen
- Super Gals!
- Szeirei no Moribito
- Tokyo Marble Chocolate
- Trigun
- Tsubasa: Reservoir Chronicle
- Ueki no hószoku

### Animációs filmek
- Appleseed – A jövő harcosai
- Égenjárók
- Evangelion: 1.0 You Are (Not) Alone
- Final Fantasy – A harc szelleme
- InuYasha, a film – Az időt felülmúló szerelem
- Kai Doh Maru
- Kappa no Coo to nacujaszumi
- Neon Genesis Evangelion: Death & Rebirth
- Páncélba zárt szellem (1995)

### Egyéb
- Insert Coin
- In the Qube